# USS LST-991
O USS LST-991 foi um navio de guerra norte-americano da classe LST que operou durante a Segunda Guerra Mundial.